# Sesimbra
Sesimbra (portugisiskt uttal: [sɨˈzĩbɾɐ]
 ( lyssna)) är en stad och kommun i södra Portugal, vid Atlanten, 20 km väster om staden Setúbal.
Kommunen har 49 500 invånare (2020) och en yta på 195 km².

## Freguesias
Sesimbra är indelat i tre freguesias (kommundelar) och är belägen i distriktet Setúbal.
- Quinta do Conde
- Sesimbra (Castelo)
- Sesimbra (Santiago)

## Etymologi
Ortnamnet Sesimbra härstammar från det latinska sisymbrium (namnet på växten ”gatsenaper”).

## Bilder

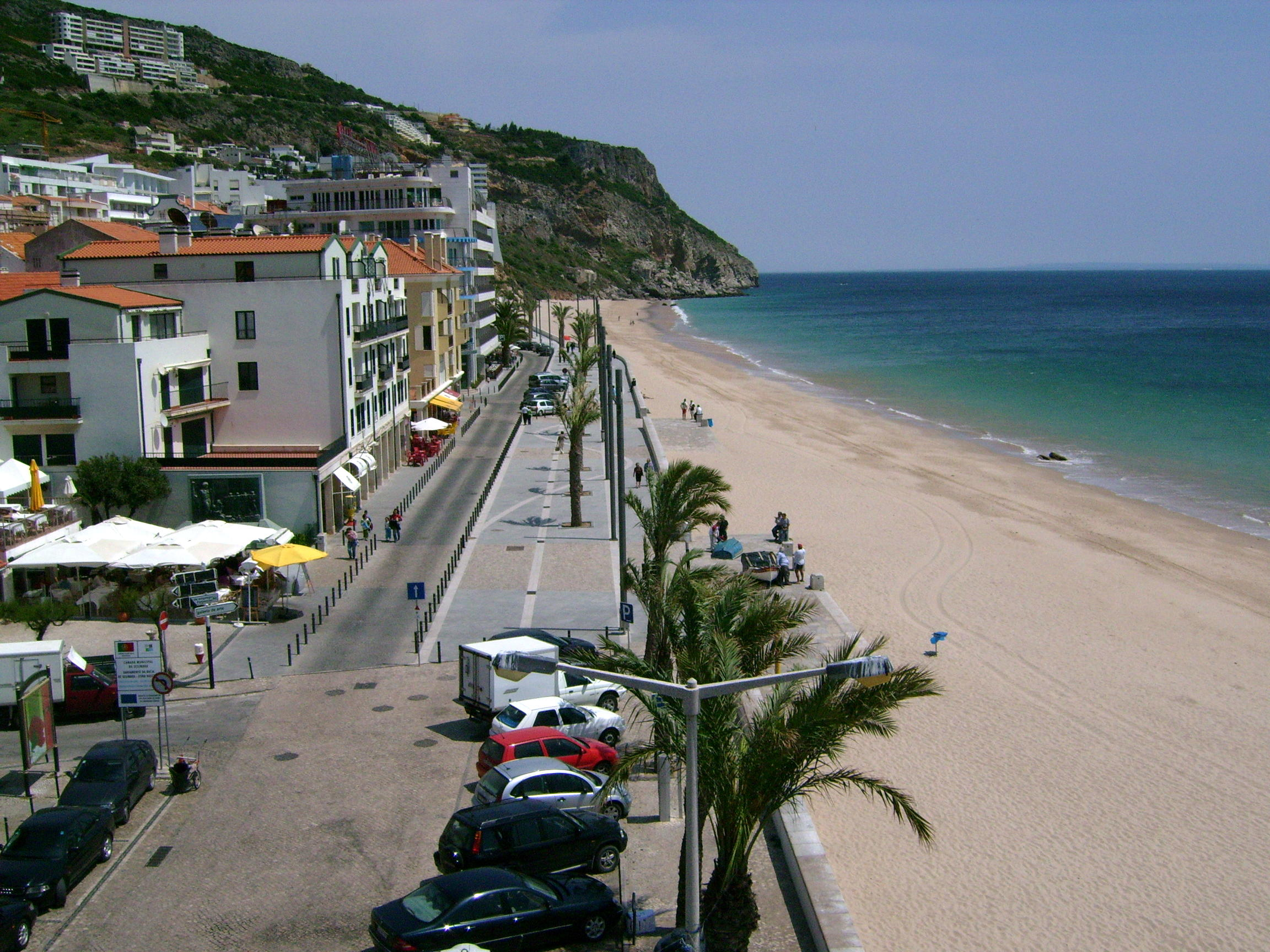
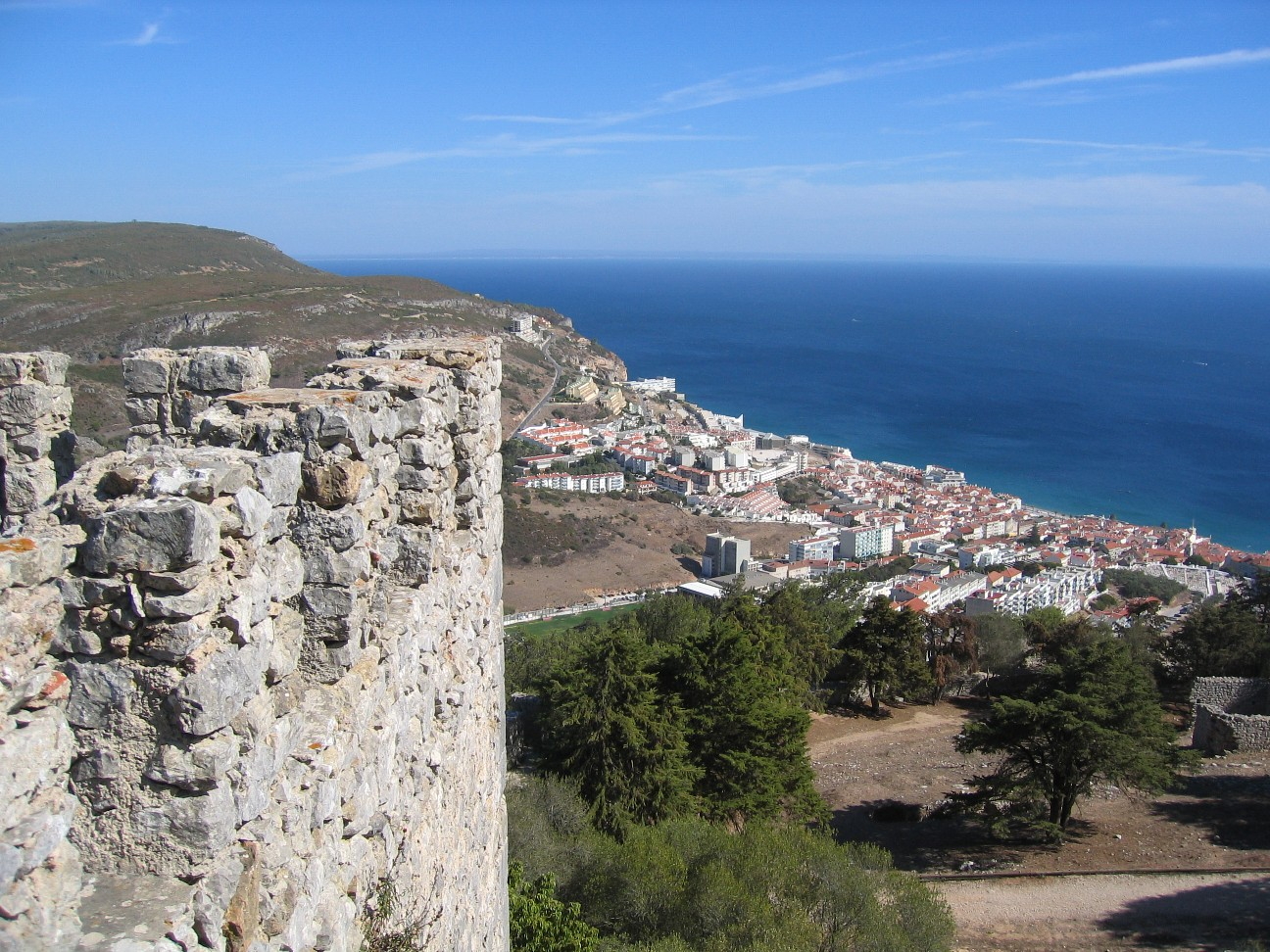
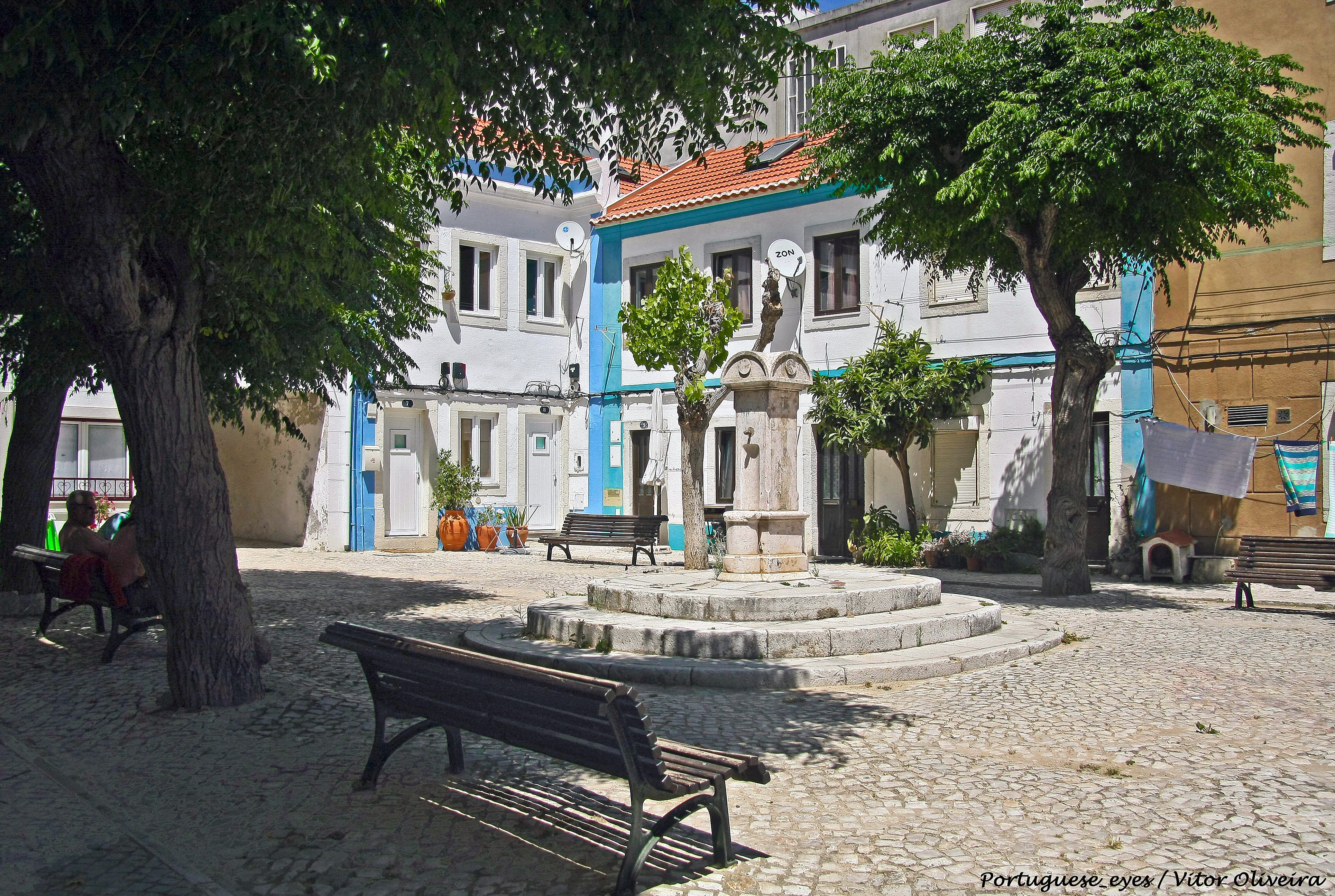
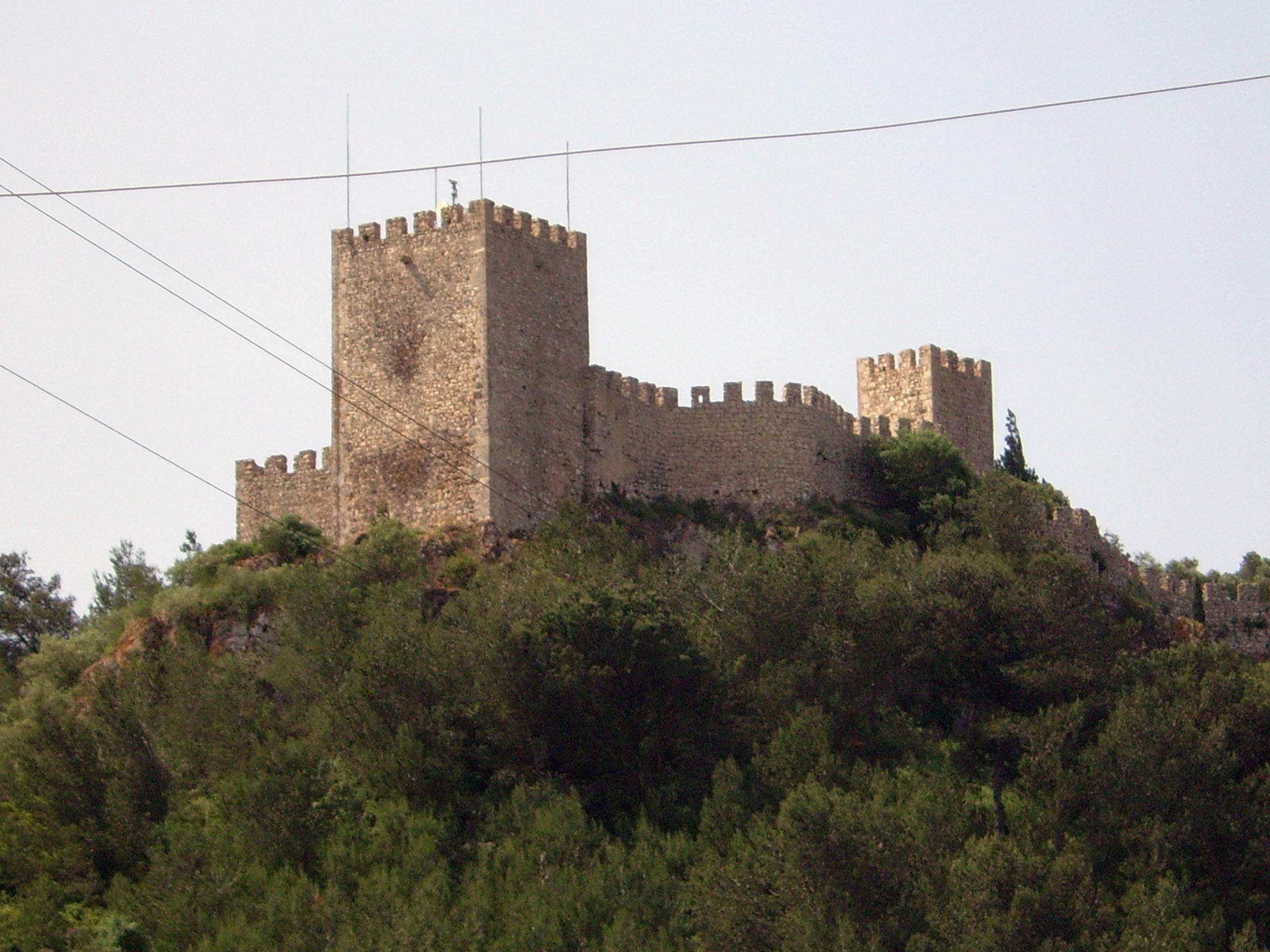